# Nu Librae
Nu Librae (Zuben Hakrabim, 21 Librae) é uma estrela na direção da constelação de Libra. Possui uma ascensão reta de 15h 06m 37.62s e uma declinação de −16° 15′ 24.3″. Sua magnitude aparente é igual a 5.19. Considerando sua distância de 765 anos-luz em relação à Terra, sua magnitude absoluta é igual a −1.66. Pertence à classe espectral K5III.